# Stazione di Spondigna
Stazione di Spondigna vasútállomás Olaszországban, Trentino-Alto Adige régióban, Sluderno településen.

## Vasútvonalak
Az állomást az alábbi vasútvonalak érintik:
- Vinschgerbahn

## Kapcsolódó állomások
A vasútállomáshoz az alábbi állomások vannak a legközelebb: 
- stazione di Oris
- Stazione di Sluderno